# Affaire Becker
L'affaire de la veuve Becker ou l'affaire Becker est une affaire criminelle qui défraye la chronique en Belgique et à l'étranger en 1938. Le 16 octobre 1936, Marie Becker, née Petitjean est interpellée par la police tandis qu'elle s'apprêtait à commettre son douzième crime sur la personne de Madame Lamy. Les enquêteurs trouvent dans son sac un flacon de digitaline. L'enquête démontre qu'elle est l'auteur de onze meurtres par empoisonnement et de cinq tentatives de meurtre. L'instruction dure 17 mois, les pratiques en médecine légale et les connaissances en toxicologie seront profondément et durablement marquées par celle-ci. Le procès se tient du 7 juin au 8 juillet 1938 et connait un important retentissement tant en Belgique qu'à l'étranger. Marie Becker ne reconnaîtra jamais sa culpabilité. Elle est condamnée à mort le 8 juillet 1938. La peine n'étant plus appliquée en Belgique depuis 1863, elle est commuée en détention perpétuelle. Marie Becker meurt en prison durant la Seconde Guerre mondiale,,.

## Arrestation
Le 23 mars 1933, Marie Doupagne-Castaldot qui avait consenti à un prêt de 19 000 francs belges à Marie Becker meurt dans des circonstances suspectes. Elles étaient allées ensemble au cinéma, à l'issue de la projection, Marie avait proposé d'aller boire un verre au Tivoli. Marie Castaldot meurt ensuite. Une lettre anonyme dénonçant le crime parvient aussitôt au Parquet. Une enquête est diligentée mais l'affaire est rapidement classée sans suite,,.
Entre 1933 et 1935, cinq autres personnes meurent dans des circonstances similaires, vomissement convulsifs puis décès, sans que la justice ne s'en inquiète. Le 11 novembre 1935, Marie-Louise Evrard-Crulle décède dans des circonstances identiques. Les héritiers constatent à leur plus grand étonnement que Madame Crulle a fait d'un illustre inconnu, de vingt ans son cadet, son légataire universel. Ils écrivent une lettre au Parquet interpellant celui-ci sur les circonstances du décès et sur le fait que l'héritier est un proche de Marie Becker. Une seconde lettre anonyme parvient au Parquet. Elle est de la même personne que la première, son auteur ne sera jamais identifié, et le courrier accuse Marie Becker d'empoisonnement et de détournement d'héritage. Une nouvelle enquête débute. Le médecin avait conclu à des coliques hépatiques ayant déclenché une insuffisance cardiaque ayant elle-même conduit à la mort. Les poursuites s'éteignent une nouvelle fois mais le Parquet ne clôt pas le dossier et met Marie Becker sous surveillance,,.
Le 12 octobre 1936, une troisième lettre anonyme parvient au Parquet. Elle revient sur la mort d'une Madame Bulté et d'une Madame Lange, toutes deux mortes à la suite de vomissements convulsifs. Le 30 septembre 1936, lors des obsèques de Madame Lange, Marie Becker est accompagnée de Madame Weiss et de Madame Lamy. Marie Becker leur propose de venir prendre quelque chose chez elle à l'issue des funérailles. Madame Weiss meurt quelques heures plus tard. La police demande alors à Madame Lamy d'inviter Marie Becker chez elle. Le 16 octobre 1936, ayant accepté l'invitation, Marie Becker est appréhendée tandis qu'elle sonne chez Madame Lamy. On découvre dans son sac un flacon de digitaline. Elle prétexte des problèmes cardiaques pour justifier la présence de ce poison dans son sac. Elle est arrêtée et incarcérée à la prison Saint-Léonard à Liège ; l'instruction peut commencer,,.

## Instruction
L'instruction est confiée au juge Destexhe, elle durera 17 mois. Cette instruction aura des répercussions scientifiques importantes en ce qui concerne la médecine légale et la toxicologie. Pour la première fois en Belgique, un collège d'experts pluridisciplinaire se penchera conjointement et aboutira à la manifestation de la vérité. Ce collège démontrera que sur un plan chimique, physiopathologique et clinique, les meurtres imputés à Marie Becker ont été causés par la digitaline dont l'instruction démontrera qu'elle s'en était procuré 17 flacons. Il s'agissait des professeurs Moureau, Firket, Bohet, Marcel Florkin et de Zénon Bacq. Ils réalisèrent des expériences sur des animaux, sur des accidentés de la route morts récemment et autopsièrent même une personne s'étant suicidée à la digitaline avant de remettre leurs conclusions,,.
Les enquêteurs retrouveront chez Marie Becker le sac de Madame Weiss dans lequel elle conservait sa fortune, 40 000 francs belges. Ils retrouveront également des bijoux ayant appartenu à certaines victimes ainsi que des flacons de digitaline,,.
Durant toute l'instruction, et par la suite lors du procès, Marie Becker ne déviera jamais de sa ligne de défense stricte : elle niera toujours et ne reconnaîtra aucun de ses crimes,,.

### Victimes
L'instruction reviendra sur les circonstances du décès du mari de Marie Becker, Charles Becker, mort en octobre 1933. Trois médecins témoigneront du fait qu'il souffrait d'un cancer et que c'est bien là qu'il faut trouver les circonstances de sa mort. La première personne empoisonnée par Marie Becker est Marie Doupagne-Castaldot, le 21 mars 1933 et la dernière et onzième victimes est Marie Weiss, morte le 2 octobre 1936. La douzième collaborera avec la police et devra son salut au stratagème déployé par les forces de l'ordre en vue de l'arrestation de l'« empoisonneuse du siècle »,,.

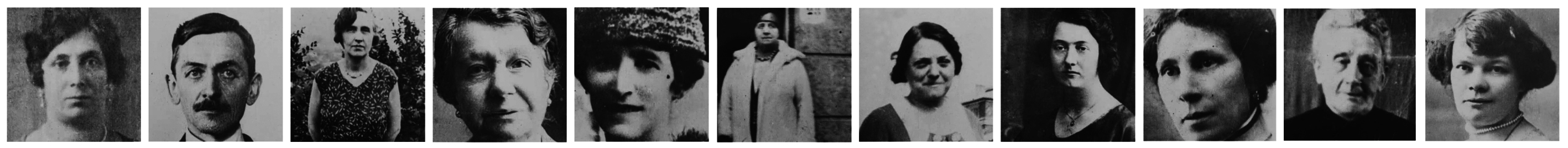
Les onze victimes de Marie Becker

| Nom | Âge    | Date              | Statut                                                             |
| --- | ------ | ----------------- | ------------------------------------------------------------------ |
| † Marie Doupagne-Castaldot |        | 21 mars 1933      | Morte empoisonnée                                                  |
| Hugo Guichner |        | juillet 1933      | Très malade mais ne meurt pas                                      |
| † Lambert Beyer |        | 2 novembre 1934   | Mort empoisonné                                                    |
| † Julie Bossy |        | 20 mars 1935      | Morte empoisonnée                                                  |
| † Catherine Beeken-Pairot |        | 1er mai 1935      | Morte empoisonnée                                                  |
| Marie Bouille |        | mai 1935          | Très malade mais ne meurt pas                                      |
| † Aline Louis-Damoutte |        | 19 mai 1935       | Morte empoisonnée                                                  |
| Marie Flohr | 63 ans | juin 1935         | Très malade mais ne meurt pas                                      |
| † Marie Remacle | 67 ans | 15 septembre 1935 | Morte empoisonnée                                                  |
| † Marie-Louise Evrard-Crulle | 55 ans | 11 novembre 1935  | Morte empoisonnée                                                  |
| † Marie Anna Stevart | 45 ans | 7 mai 1936        | Morte empoisonnée                                                  |
| Marie Dahlem |        | 1936              | Très malade mais ne meurt pas                                      |
| Alexandrine Lejeune-Blumlein |        | juillet 1936      | Très malade mais ne meurt pas                                      |
| † Marie Willems-Bulté | 70 ans | 20 septembre 1936 | Morte empoisonnée                                                  |
| † Florine Van Cauwelaert-Lange | 85 ans | 25 septembre 1936 | Morte empoisonnée                                                  |
| † Marie Luxem-Weiss | 62 ans | 2 octobre 1936    | Morte empoisonnée                                                  |
| Madame Lamy |        | 16 octobre 1936   | Marie Becker est arrêtée tandis qu'elle s'apprête à l'empoisonner. |
| En gras les meurtres pour lesquels Marie Becker fut reconnue coupable par le jury populaire d'assise. Pour les autres, elle fut reconnue coupable de tentative de meurtre. |        |                   |                                                                    |

## Procès
Le procès se déroule devant les Assises de Liège, au palais des Princes-Évêques du 7 juin au 8 juillet 1938. Le tirage au sort des membres du jury n'a retenu que des hommes. Durant un mois, près de trois cents témoins viendront témoigner.
C'est le conseiller Fettweiss qui présidera les audiences tandis que l'avocat général Delwaide occupera le siège du ministère public.
La défense est assurée par les avocats Remy, Chevalier et Jean Capelle.

Le 8 juillet 1938, le verdict du jury tombe, Marie Becker est reconnue coupable du meurtre avec préméditation de onze personnes. Elle est en outre reconnue coupable de cinq tentatives de meurtre, de vols de titres, de bijoux, d'argent et de faux en écriture. Elle a en effet réalisé deux faux testaments autographes. Elle est condamnée à mort. La peine de mort n'étant plus appliquée en Belgique depuis 1863, sa peine est commuée en détention à perpétuité. Marie Becker meurt à la prison de Forest durant la Seconde Guerre mondiale, le 11 juin 1942,,.